# Калеві Кулл
Калеві Кулл (ест. Kalevi Kull; *12 серпня 1952, Тарту) — відомий естонський вчений-біосеміотик, професор Тартуського університету.
Еколог Олеві Кулл був його молодшим братом.